# Henry Gowa
Henry Gowa (né le 25 mai 1902, mort le 23 mai 1990 à Munich) est un peintre allemand.

## Biographie

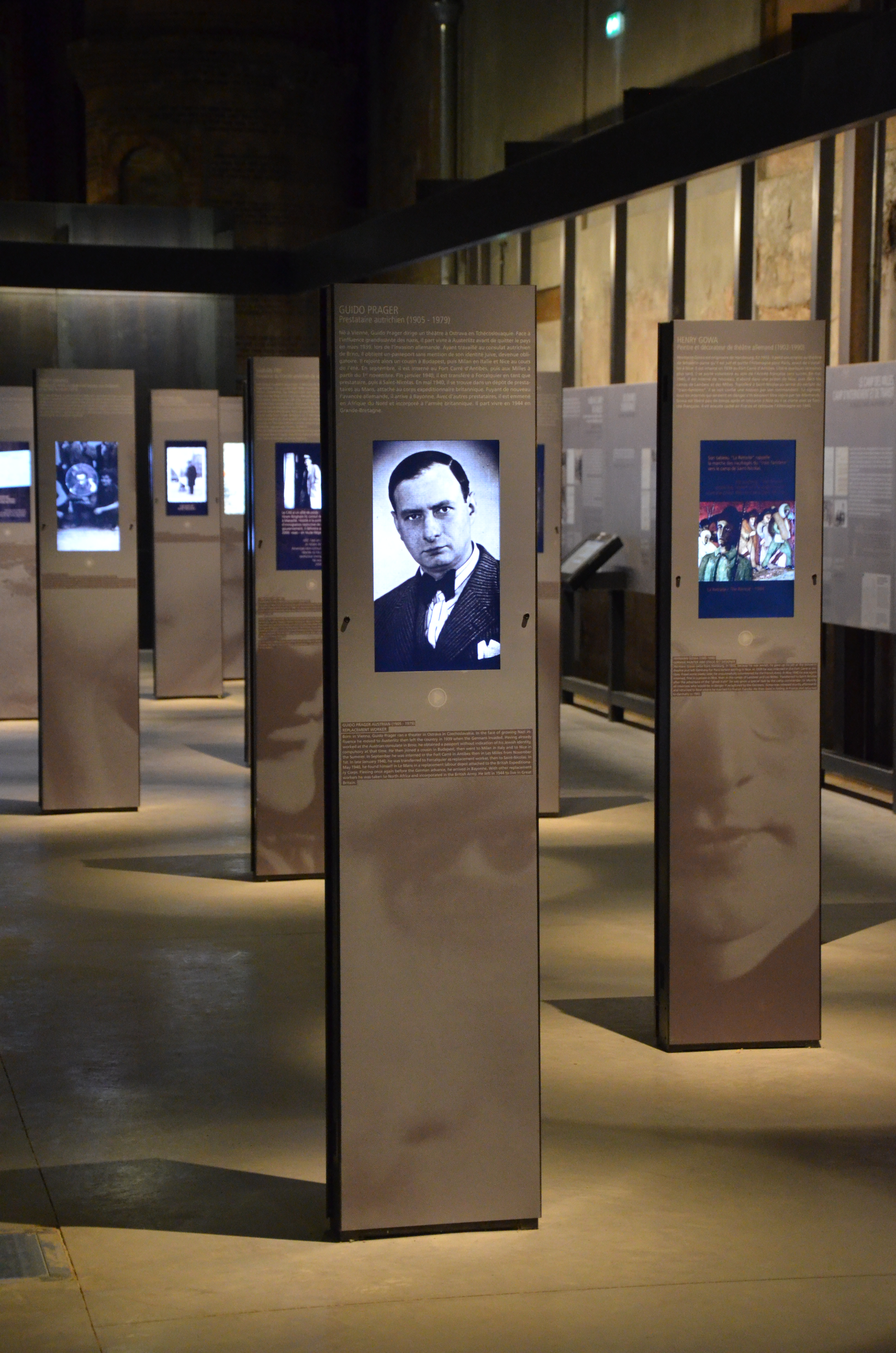
Henry Gowa au camp des Milles

Né  Hermann Gowa à Hambourg, il étudie à Munich, et s'installe comme designer. Il tient sa première exposition en 1931. Lors de la montée du nazisme, il émigre à Paris. Il change son prénom de Hermann en Henry pour prendre ses distances avec Hermann Göring. Avec ses contacts dans la résistance, il se réfugie dans un village du sud de la France et échappe ainsi à l'Holocauste. Après la guerre il retourne en Allemagne et devient directeur de l'école Schule für Kunst und Handwerk à Sarrebruck. En 1957 il est commissaire de la Bienalle de Paris. Il meurt à Munich où est conservée sa production artistique, dont une partie est exposée des archives Ludwig Meidner du Musée juif de Francfort-sur-le-Main.
Initialement admirateur de Paul Cézanne, il est influencé lors de son séjour en France par Bonnard, Chagall, Matisse et Picasso. Après la guerre son travail se diversifie à travers différents modes d'expression avec des compositions abstraites.